# Masicera aurifrons
Masicera aurifrons är en tvåvingeart som först beskrevs av Carl Ludwig Doleschall 1858.  Masicera aurifrons ingår i släktet Masicera och familjen parasitflugor. Inga underarter finns listade i Catalogue of Life.